# 窪田芳郎
窪田 芳郎（くぼた よしろう、1940年2月28日 - ）は、日本の実業家、馬主。
電子部品の製造機器の製造から販売までを手がける株式会社東京ウエルズの代表取締役会長を務める。株式会社AKSの元社長などを務めた窪田康志は息子。

## 経歴
1940年、静岡県出身。1962年に明治大学経済学部を卒業し、4月に株式会社寺田商会に入社。1964年11月に寺田工業株式会社の設立に参画し同社取締役営業部長に就任。1971年7月に株式会社東京ウエルズ設立に参画し12月に同社代表取締役社長就任。その後三星通商株式会社（閉鎖）、東京コイルエンジニアリング株式会社各社を創立し社長就任。現在は東京ウエルズ代表取締役会長を務める。

## 馬主活動

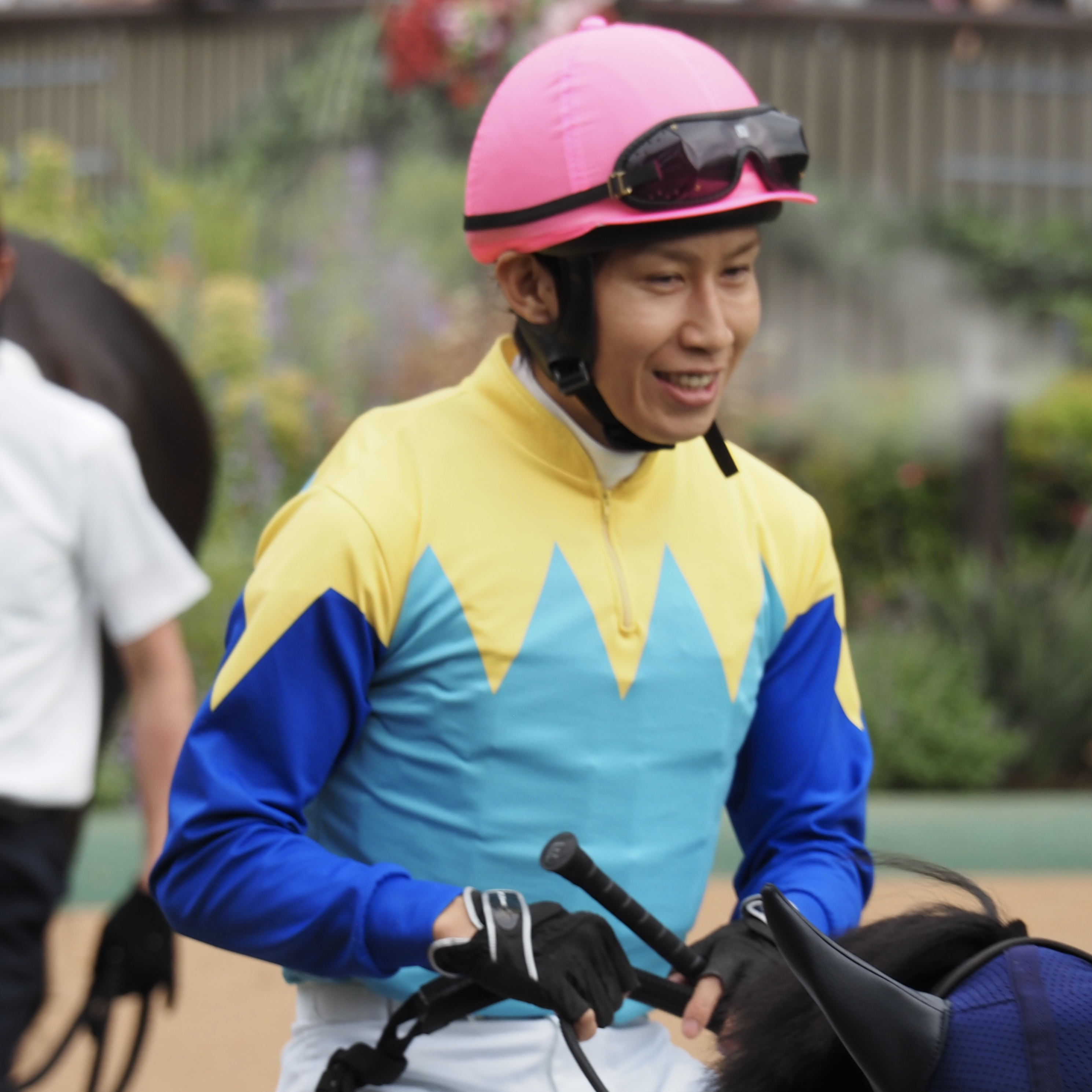
窪田の勝負服を着用した田辺裕信

日本中央競馬会（JRA）および地方競馬全国協会（NAR）に登録している馬主としても知られる。勝負服の柄は水色、青袖、黄鋸歯形。冠名には自身が辰年生まれであることから「ドラゴン」を用いる。もともとは息子の康志が先に馬主となっており、康志によれば、自身が芳郎を競馬場へ連れて行った時に「面白そうだから俺も始める」と言い、後を追う形で芳郎も馬主になったのだという。
海外にも所有馬がおり、2021年のコモンウェルスカップではドラゴンシンボルが1位入線したものの、斜行による他馬への妨害が認められ2着へ降着となっている。

## 主な所有馬

### 重賞競走優勝馬
- ドラゴンファイヤー（2007年シリウスステークス）
- グレーターロンドン（2018年中京記念）
- ルークズネスト（2021年ファルコンステークス）
- ランフォーヴァウ（2024年デイリー杯2歳ステークス）

### その他の所有馬
- ドラゴンウェルズ（2007年スワンステークス3着、2008年ダービー卿チャレンジトロフィー2着、2009年キーンランドカップ2着）
- カチューシャ（2015年オアシスステークス）
- ソールインパクト（2019年目黒記念3着）
- キングオブドラゴン（2023年日経新春杯2着）
- ブラックアーメット（2023年・2024年吾妻小富士ステークス）